# Monument a la Viquipèdia
El Monument a la Viquipèdia és una estàtua situada a la localitat polonesa de Słubice i dissenyada per Mihran Hakobyan amb l'objectiu d'honrar els viquipedistes.

## Descripció
L'obra representa quatre figures suportant el logotip de la Viquipèdia, com a símbol del fet col·laboratiu de la Viquipèdia. El logotip és una bola del món formada per diverses peces de puzzle, cadascuna amb un símbol d'una llengua, representant el caràcter multilingüístic de l'enciclopèdia lliure. La bola del món està incompleta per simbolitzar que la Viquipèdia és una obra inacabada i en permanent construcció.

## Història

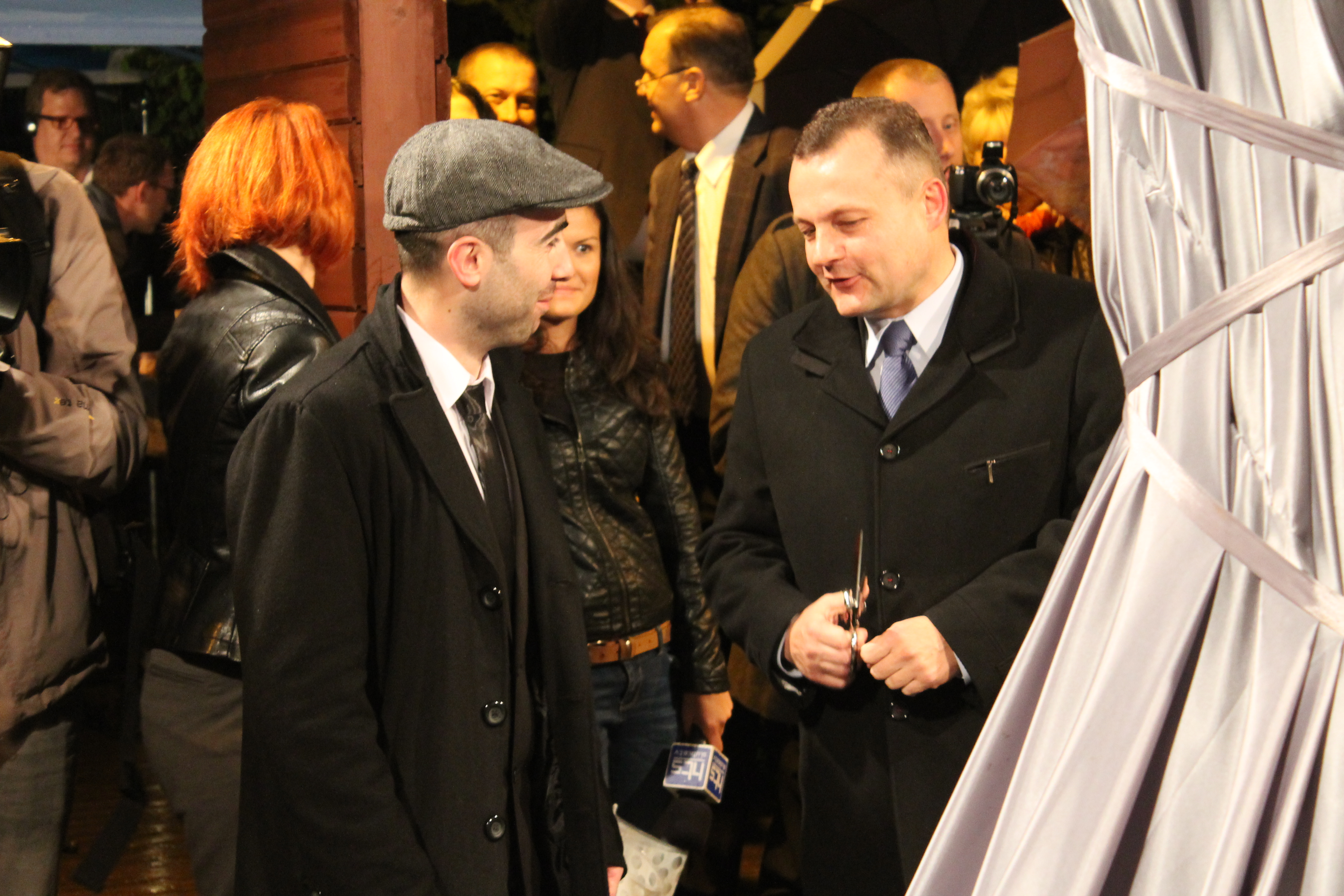
Acte d'inauguració, el 22 d'octubre de 2014

El monument va ser suggerit per Krzysztof Wojciechowski, un professor universitari i director del Collegium Polonicum de Słubice. Wojciechowski va assegurar: «Estic a punt d'agenollar-me davant la Viquipèdia, per això vaig pensar en un monument on pogués fer-ho». L'estàtua de fibra i resina va ser dissenyada per l'artista d'origen armeni Mihran Akobian, graduat al Collegium Polonicum. Va tenir un cost d'entre 47.000 i 50.000 zlotys (entre 11.000 i 12.000 euros) i va ser finançada per les autoritats de Słubice. S'inaugurà el 22 d'octubre de 2014, i esdevingué el primer monument del món a l'enciclopèdia en línia. Segons Piotr Łuczyński, tinent d'alcalde de la localitat, el memorial «posarà en relleu la importància de la ciutat com a centre acadèmic». Assistiren a la cerimònia representants de la Fundació Wikimedia, de Wikimedia Polònia i de Wikimedia Alemanya.